# Chariergodes
Chariergodes is een kevergeslacht uit de familie van de boktorren (Cerambycidae). De wetenschappelijke naam van het geslacht werd voor het eerst geldig gepubliceerd in 1963 door Zajciw.

## Soorten
Chariergodes omvat de volgende soorten:
- Chariergodes anceps (Melzer, 1927)
- Chariergodes carinicollis (Zajciw, 1963)
- Chariergodes flava (Zajciw, 1963)
- Chariergodes turrialbae (Giesbert, 1991)